# Daniel Gottlob Türk
Daniel Gottlob Türk, född den 10 augusti 1750, död den 26 augusti 1813, var en tysk musiker. 
Türk var elev av Homilius och J.A. Hiller i Dresden samt blev 1776 kantor, 1779 universitets musikdirektor och 1787 organist i Halle. 
Han komponerade kyrkliga verk, orgelstycken, klaversaker, symfonier och sånger, men blev mera ansedd som lärare (åt bland andra Karl Löwe och A.B. Marx).
Vidare utmärkte han sig genom teoretiska skrifter: Klavierschule (1789), Kurze Anweisung zum Generalbass-spielen (1791; flera upplagor), Anleitung zu Temperaturberechnungen (1806) med flera.